# Зоричи (Минская область)
Зоричи (бел. Зорычы), старое название — Сморки (белор. Сморкi) — деревня в Велятичском сельсовете, в 35 км на восток от города Борисов, в 106 км от Минска. На востоке течет река Нача, через деревню течет ручей (приток реки Нача).

## История

### В составе Речи Посполитой
В 1676 году упоминается как деревня Сморки в Оршанском повете ВКЛ.

### В составе Российской империи
Известна с 1800 года как село Сморки, 65 дворов, 644 жителя, центр имения, деревянная церковь Успения Богородицы, водяная мельница и рядом хозяйский двор, собственность казны, центр Сморковского староства в Борисовском повете.
В войну 1812 деревня разрушена французами, а церковь сожжена.
В 1816 село пожаловано на 12 лет статскому советнику Ярцеву.
В 1842 построена деревянная Успенская церковь (сохранилась до наших дней, памятник архитектуры).
В 1865 открыта школа (одноклассное народное училище), а с 1912 — двухклассное, в котором в 1892 учились 45 мальчиков и 3 девочки.
В 1897 было 144 двора, 1104 жителя, школа, церковь, магазин, питейный дом, в Велятичской волости Борисовского уезда.
В 1903 для школы построено собственное здание.

### После 1917
В 1917 было 194 двора, 1284 жителя, работала кузница. С февраля по ноябрь 1918 оккупирована немецкими войсками. Во время советско-польской войны с января по май 1920 по линии Борисов-Большие Негневичи-Сморки проходила линия фронта. С 1.1.1919 — в БССР. Бывшая министерская школа в 1920 году преобразована в трудовую школу 1-й ступени, в которой в 1924 году училось 158 мальчиков и девочек. С 1921 работал магазин. С 20 августа 1924 — в Велятичском сельсовете Борисовского района. В 1926 было 257 дворов, 1291 житель. В 1930 организован колхоз «Восток», который в январе 1932 объединял 93 хозяйства; работал смолокуренный завод, столярная мастерская, кузница.

### Во время Великой Отечественной войны
В ВОВ с 3.7.1941 по 29.6.1944 оккупирована. Здесь находился гитлеровский гарнизон, склады боеприпасов, фуража, штаб батальона. С осени 1942 действовало подпольная молодежная организация (глава — учитель местной школы Шарай). Подпольщики собирали оружие, сведения о размещении гитлеровцев, следили за движением вражеских поездов, распространяли листовки, поддерживали связь с партизанами. В ночь с 16 на 17 июня 1943 подпольщики взорвали склад с боеприпасами. На деревенском кладбище в братской могиле похоронены 6 воинов и партизан, которые погибли в ВОВ. В сквере, около клуба, стоит обелиск (поставлен в 1968) в память 172 жителей, погибших в ВОВ.

### После войны
В 1960 было 834 жителя. В 1988 было 247 хозяйств, 676 жителей.

### В настоящее время
В деревне располагается «БорисовСоюзАгро», Дом культуры, библиотека, Дом быта, детсад, амбулатория, магазин, Успенская церковь (1842). В 2010 было 207 хозяйств, проживало 469 жителей.